# Tert-butilammina
La tert-butilamina (o terz-butilamina) è un composto chimico di formula C4H11N. È una sostanza tossica usata per vari processi industriali.